# Џебарики Хаја
Џебарики Хаја (рус. Джебарики Хая; јакутски: Дьабарыкы Хайа) насеље је у Томпонском рејону, на истоку Републике Јакутије у Русији. Џебарики Хаја се налази 65 километара јужно од Хандиге, центра рејона.
Налази се на левој обали Алдана. Џебарики Хаја је основан 1941. године, а је радничко насеље од 1971. године. У Џебарики Хаји се налазе лука, дом културе, средња школа, непотпуна средња школа.

## Становништво
| 1979. | 1989. | 2002. | 2010. |
| ----- | ----- | ----- | ----- |
| 3.256 | 3.825 | 2.125 | 1.694 |